# Vanod (stato)
Lo Stato di Vanod fu uno stato principesco del subcontinente indiano, avente per capitale la città di Vanod.

## Storia
Vanod fu uno stato principesco indiano esteso su una superficie di 147 chilometri quadrati nella presidenza di Bombay, comprendente la capitale Vanod e dodici altri villaggi, con una popolazione che al 1901 era attestata in 409 individui. La rendita statale era di 6435 rupie annue, con un tributo di 324 rupie agli inglesi ed allo stato di Junagadh.
Nel 1948 lo stato entrò a far parte dell'Unione Indiana.